# 永田トマト
永田 トマト（ながた トマト、1959年 - ）は、日本の漫画家。静岡県静岡市出身。
デビュー作は『ガロ』（青林堂）の『街をきれいに』（1978年12月号、永田真人名義）。
その後、『ガロ』や『劇画ジャンプ』（サン出版）などに読切、また月刊グラビア誌であるDon't（サン出版）に解説マンガを掲載していたが、『モーニング』（講談社）にも短編作品が掲載されていた事がある。
代表作である『YOUNG BLOOD』は1987年より『ヤングサンデー』（小学館）にて連載された作品。
現在も『漫画ゴラク』（日本文芸社）などで随時活躍するほか、パチスロマンガ誌などに永田眞人名義で読切を掲載している。

## 作品リスト
- YOUNG BLOOD
- 掌のYesterday
- トマト銀行
- 青春の